# Вобюэн
Вобюэ́н (фр. Vauxbuin) — коммуна во Франции, находится в регионе Пикардия. Департамент коммуны — Эна. Входит в состав кантона Суасон-2. Округ коммуны — Суасон.
Код INSEE коммуны — 02770.

## Население
Население коммуны на 2010 год составляло 766 человек.
| 1962 | 1968 | 1975 | 1982 | 1990 | 1999 | 2010 |
| ---- | ---- | ---- | ---- | ---- | ---- | ---- |
| 656  | 663  | 588  | 936  | 905  | 826  | 766  |

## Экономика
В 2010 году среди 510 человек трудоспособного возраста (15—64 лет) 344 были экономически активными, 166 — неактивными (показатель активности — 67,5 %, в 1999 году было 71,1 %). Из 344 активных жителей работали 310 человек (159 мужчин и 151 женщина), безработных было 34 (15 мужчин и 19 женщин). Среди 166 неактивных 35 человек были учениками или студентами, 84 — пенсионерами, 47 были неактивными по другим причинам.